# Straškov-Vodochody
Straškov-Vodochody település Csehországban, a Litoměřicei járásban. Straškov-Vodochody Račiněves, Vražkov, Mnetěš, Bříza és Loucká településekkel határos. Lakosainak száma 1110 fő (2024. január 1.).

## Népesség
A település lakosságának változását az alábbi diagram mutatja:
| Lakosok száma | 785  | 818  | 1013 | 894  | 927  | 899  | 1065 | 1070 | 1068 | 1110 |
|               | 1869 | 1890 | 1921 | 1950 | 1980 | 2001 | 2017 | 2019 | 2022 | 2024 |